# Angel of Retribution
Angel of Retribution је петнаести студијски албум британског хеви метал састава Џудас прист. Издан је 2005. године. Име у преводу на српском значи "анђео освете"

## Песме
1. - 3:52 (Јуда се уздиже)
2. - 3:54 (Посао са ђаволом)
3. - 4:42 (Револуција)
4. - 4:17 (Вредно борити се за)
5. - 4:35 (Демониста)
6. - 3:41 (Ватрени точкови)
7. - 4:23 (Анђео)
8. - 6:06 (Паклени возач)
9. - 2:54 (Похвала)
10. - 13:22 (Лок Нес)

## Састав
- Роб Халфорд - вокал
- Глен Типтон - гитара
- К. К. Даунинг - гитара
- Ијан Хил - бас гитара
- Скот Травис - бубњеви